# Riama shrevei
Riama shrevei är en ödleart som beskrevs av  Parker 1935. Riama shrevei ingår i släktet Riama och familjen Gymnophthalmidae. IUCN kategoriserar arten globalt som otillräckligt studerad. Inga underarter finns listade i Catalogue of Life.